# سایوز تی‌ام‌ای-۱۳
سایوز-تی‌ام‌ای-۱۳ (به روسی: Союз )(به معنای اتحاد) یک مأموریت سرنشین دار سازمان ملی فضانوردی روسیه به سمت ایستگاه فضایی بین‌المللی محسوب می‌شود.

همچنین فضاپیمای این مأموریت وظیفه ارسال و بازگرداندن تعدادی از فضانوردان گروه اعزامی ۱۸ را نیز بر عهده داشت.

## خدمه مأموریت
| شماره | نام           | ملیت                | تعداد پرواز | نقش عملیاتی  | تصویر |
| 1     | یوری لونچاکوف | روسیه               | ۳           | فرمانده      |       |
| 2     | مایکل فینک    | ایالات متحده آمریکا | ۲           | مهندس پرواز  |       |
| 3     | ریچارد گاریوت | ایالات متحده آمریکا | ۱           | گردشگر فضایی |       |

## نگارخانه

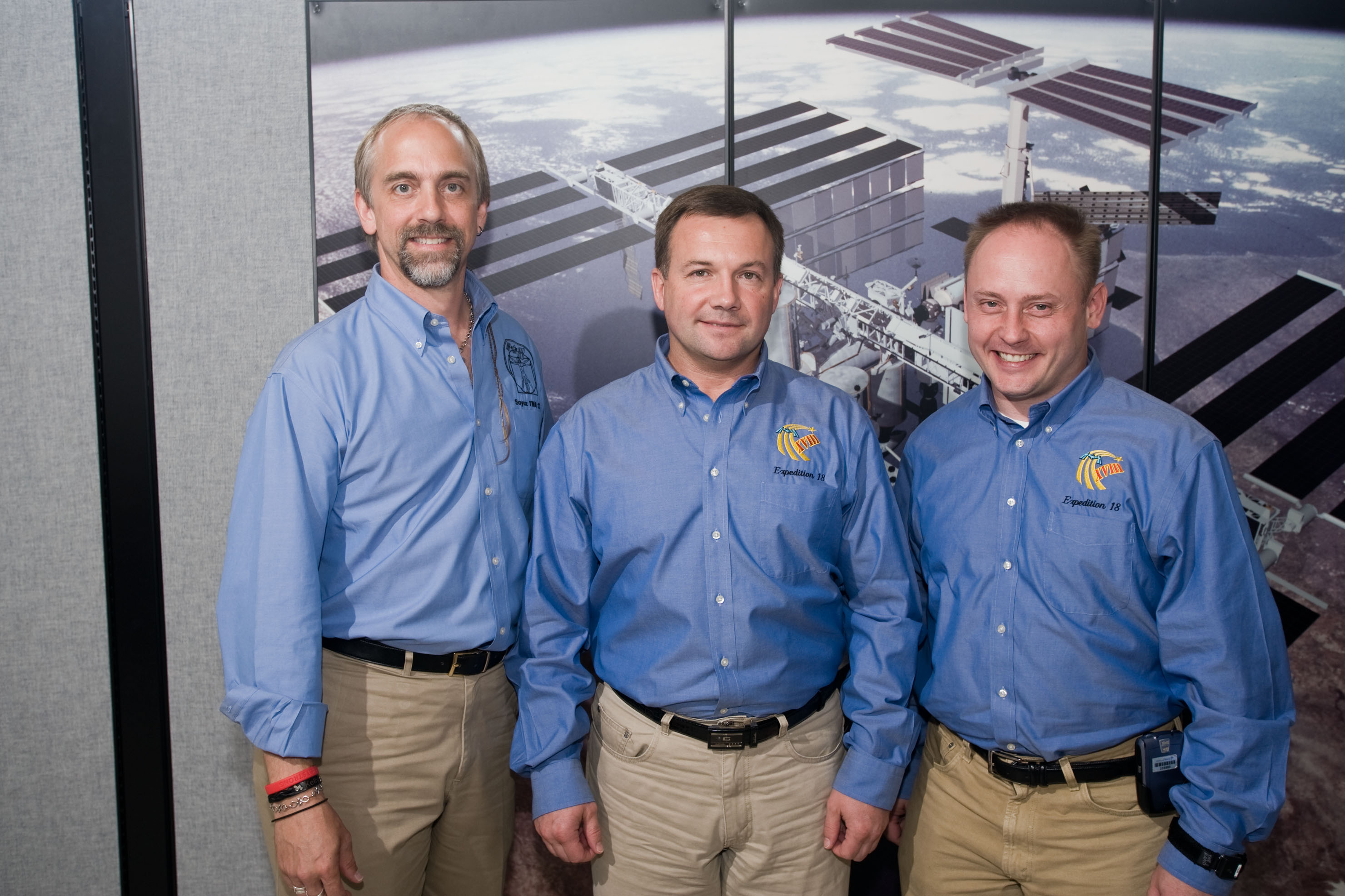
فضانوردان تی‌ام‌ای-۱۳
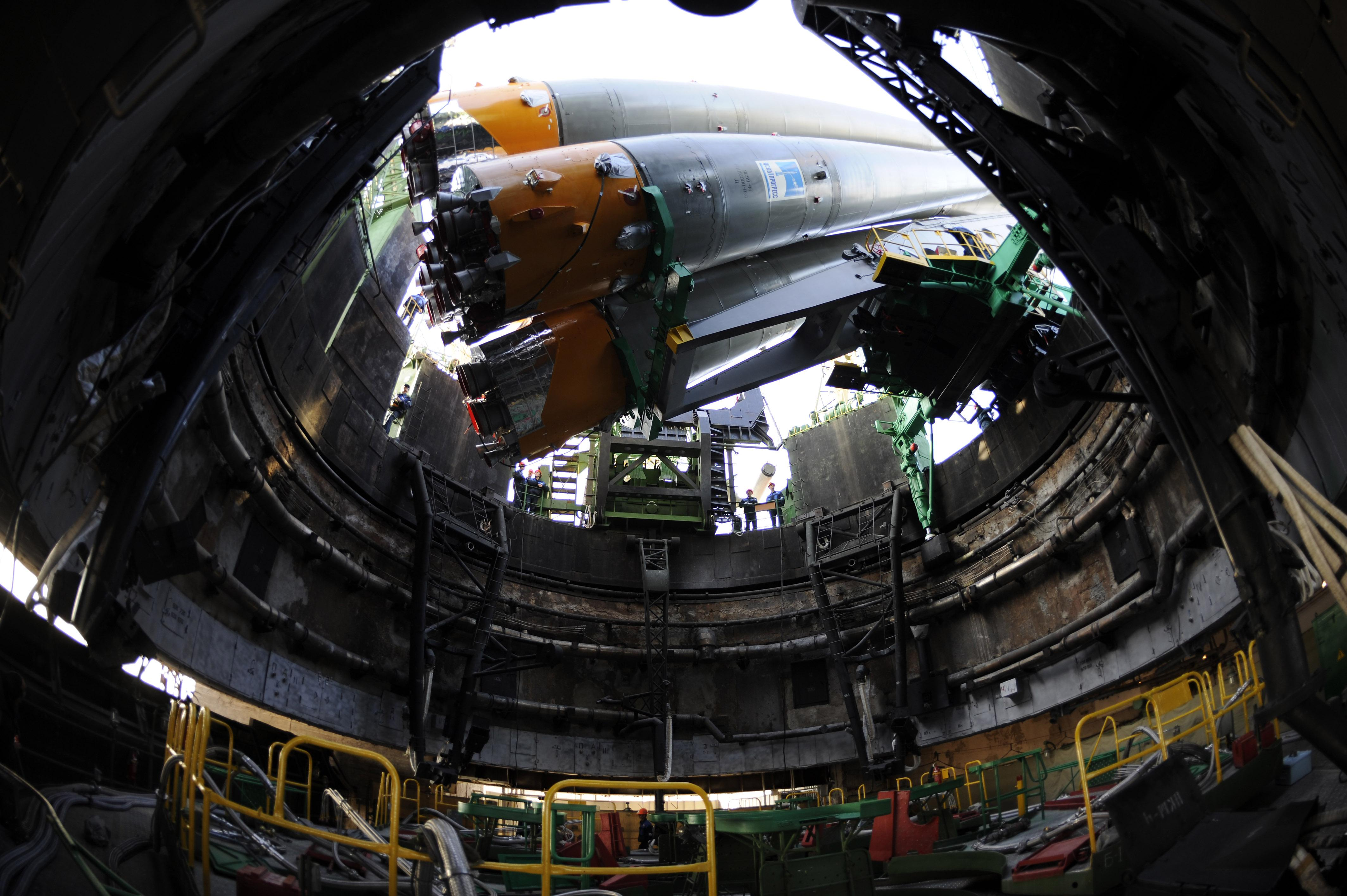
موشک سایوز حامل تی‌ام‌ای-۱۳ در حال آماده شدن برای پرتاب
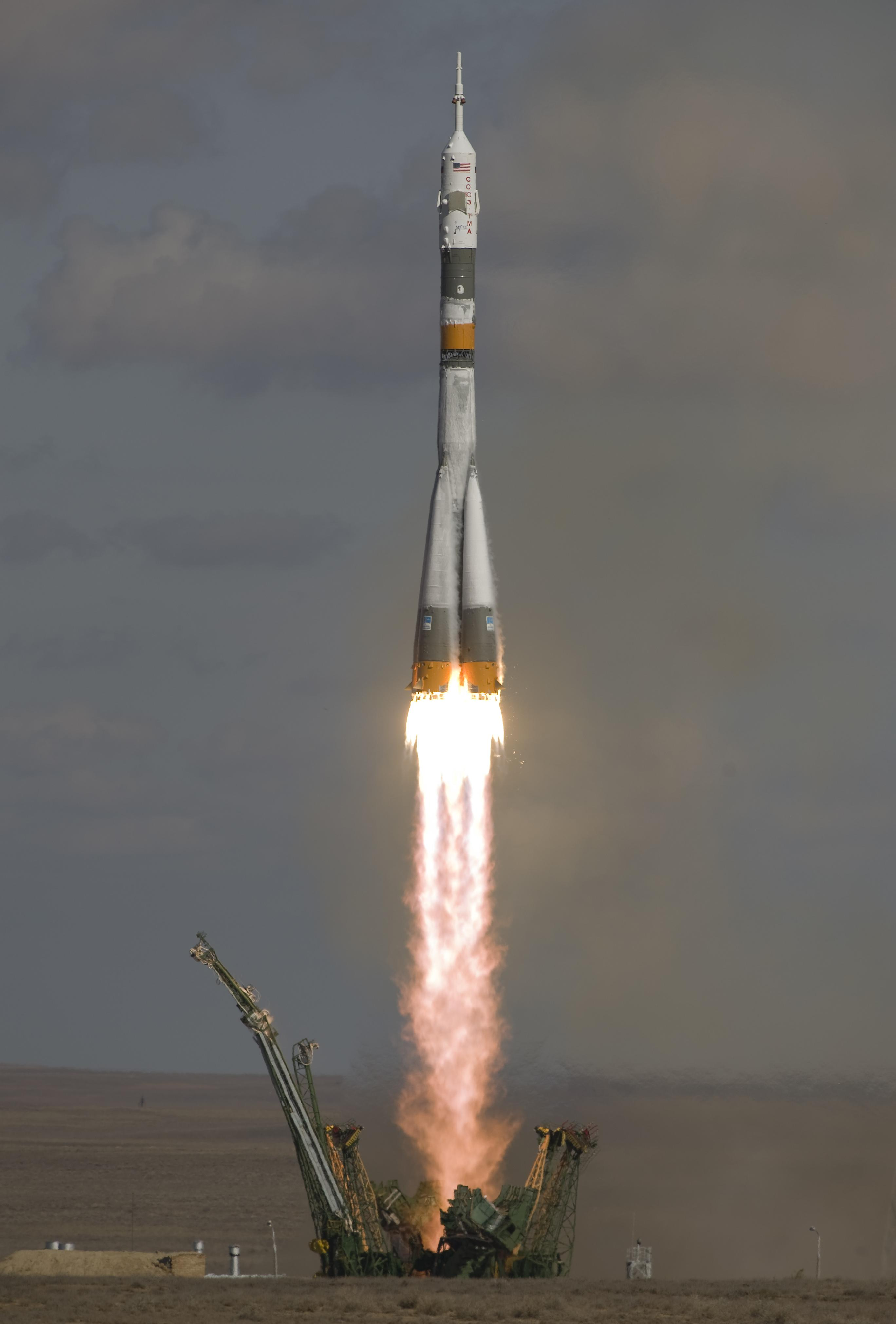
پرتاب  تی‌ام‌ای-۱۳
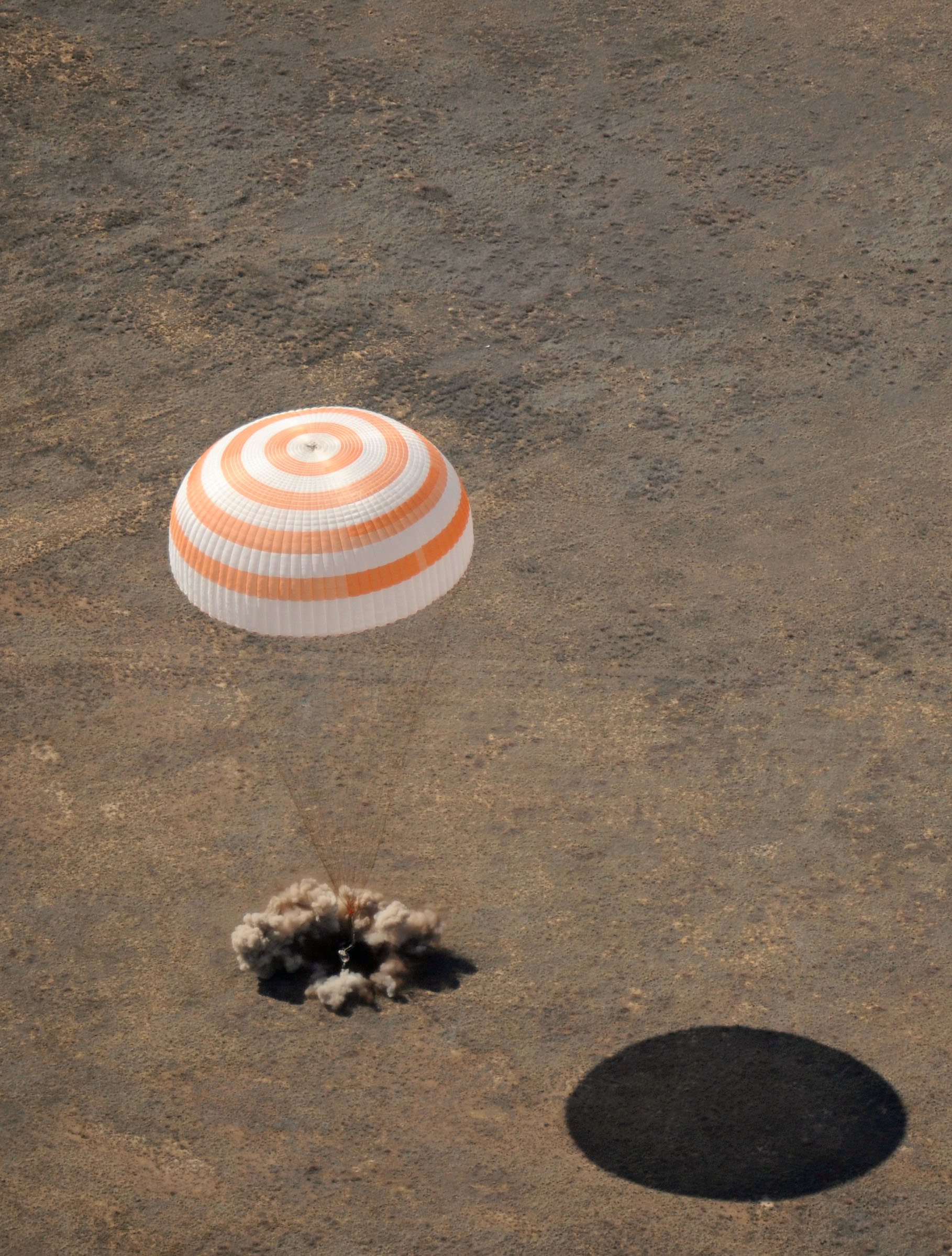
فرود تی‌ام‌ای-۱۳